# Nagykapornak vasútállomás
Nagykapornak vasútállomás egy Zala vármegyei vasútállomás a MÁV üzemeltetésében.
Közigazgatásilag Alsónemesapáti területén helyezkedik el, a település központjától körülbelül 2 kilométerre délre, jóval közelebb Kisbucsához, attól kevesebb, mint egy kilométerre északra. A névadó településtől, Nagykapornaktól ellenben légvonalban is jó 5 kilométer választja el, közúton mérve pedig ez a távolság már megközelíti a 6,5 kilométert. 
A vasútállomás jegypénztár nélküli, nincs jegykiadás. 2020. december 23. óta nem is állnak itt meg a személyvonatok, csak forgalmi kitérőként használják.
Az állomás kialakítása előtt korábban megállóhely volt ezen a szakaszon, a 76-os főút mellett található őrháznál.

## Vasútvonalak
Az állomást az alábbi vasútvonalak érintik:
- Szombathely–Nagykanizsa-vasútvonal

## Kapcsolódó állomások
A vasútállomáshoz az alábbi állomások vannak a legközelebb:
- Alsónemesapáti megállóhely (Szombathely–Nagykanizsa-vasútvonal)
- Búcsúszentlászló vasútállomás (Szombathely–Nagykanizsa-vasútvonal)